# Grupo Calvo
Luis Calvo Sanz S.A. más conocido por su nombre comercial Grupo Calvo, es una empresa con sede en Carballo, La Coruña (España). En la actualidad es una compañía global de alimentación especializada en conservas de pescado, que ofrece una amplia variedad de productos saludables y nutritivos a millones de personas en todo el mundo. Fundada en España en 1940, la compañía mantiene vivos los valores que han sido el motor del Grupo durante sus 80 años de vida: las personas, el compromiso, la innovación y la calidad. Hoy Grupo Calvo está presente en más de 65 países a través de sus tres marcas principales, referentes de alimentación de calidad, Gomes da Costa, Calvo y Nostromo, cuenta con más de 4500 colaboradores y plantas de producción y envases en España, El Salvador y Brasil.

## Historia
Empresa creada por Luis Calvo Sanz  como una pequeña tienda de ultramarinos. En 1940 abren su primera fábrica en España en Carballo, en 1986 en Esteiro.
Desde 2017, el poder de la empresa está en un 77,8% en manos de la familia Calvo y un 22,2% en manos del gigante italiano Bolton Group, quienes pagaron un total de 70 millones para hacerse con las acciones que antes tenían Novagalicia Banco, Banca Cívica y el Fondo de Garantía de Depósito. En 2017 y por primera vez, empezó a distribuir sus productos bajo la marca blanca de la cadena de supermercados Día.

## Expansión internacional
Con un notable crecimiento en el mercado español, el grupo decidió abrirse mercado en Latinoamérica por dos factores básicos, el primero, para lograr materias primas y luego, para lograr una reducción de gastos: «Galicia no tiene nada que hacer. No tenemos atún, y el personal es caro. Un minuto de trabajo aquí cuesta 10 dólares, y en El Salvador, de 60 centavos a un dólar».

### Venezuela
Grupo Calvo operó en la localidad de Guanta, Venezuela bajo el nombre "Atuneras del Oriente" (ATORSA) y, posteriormente, como Industrias Calvo Conservas de Venezuela S.A. Entre 1991 y 2001 tuvieron que cerrar temporalmente por falta de atún. Al cabo de unos años de su reapertura, en 2004 tuvo conflictos laborales con parte de la plantilla, al querer reducirla sustancialmente. Ese mismo año, sufrió el ataque armado que terminó incendiando las instalaciones venezolanas causando cuantiosos daños materiales.

### El Salvador
En 2003, el grupo abrió la primera fábrica en El Salvador, concretamente, en el Puerto La Unión. Está dedicada al enlatamiento de conservas de atún en aceite vegetal, oliva y agua.